# 우베 옥센크네히트

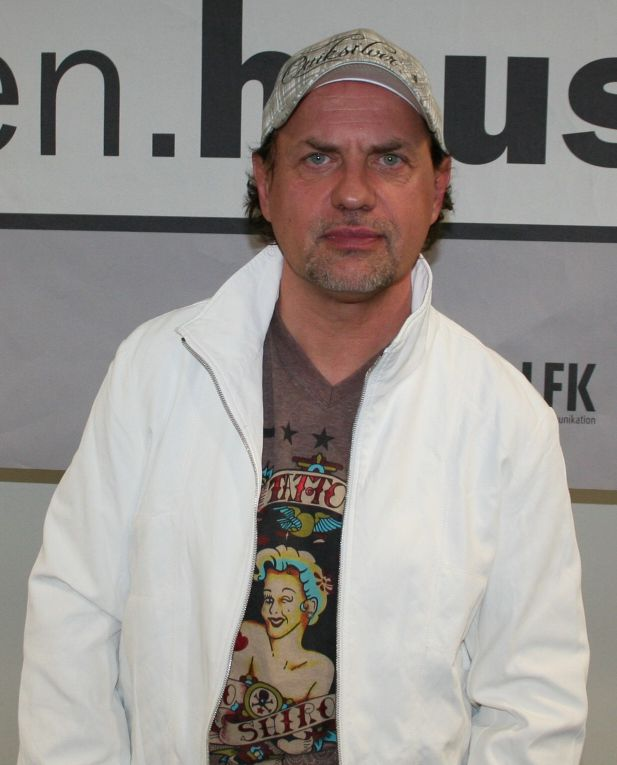

우베 옥센크네히트(독일어: Uwe Ochsenknecht, 1956년 1월 7일 ~ )는 독일의 가수, 배우이다.

## 영화
- 이히 바르 노흐 니말스 인 뉴욕 (2019년)
- 웰컴 투 저머니 (2016년)
- 비네토우스 선 (2015년)
- 네나 (2014년)
- 꼬마 유령 (2013년)
- 리틀 머더스 (2012년)
- 루드비히 2세 (2012년)
- 엘렉트로 게토, 부시도 이야기 (2010년)
- 왕의 편지 (2008년)
- 왜 남자는 경청을 못하고 여자는 주차를 못할까? (2007년) - 조나단 암브러스터 역
- 거친 녀석들 4 (2007년)
- 소립자 (2006년)
- 더 웨딩 파티 (2005년)
- 사랑의 추구와 발견 (2005년)
- 루터 (2003년) - 레오 10세 역
- 크로시아티 (2001년)
- 축구는 우리 인생 (2000년)
- 사구 (2000년)
- 계몽시대 (2000년)
- 디플로메틱 시즈 (1999년)
- 오퍼레이션 (1997년)
- 언피쉬 (1997년)
- 펠리대 (1994년)
- 심플리 러브 (1994년)
- 카스파 하우저 (1993년)
- 슈톤크 (1992년)
- 죽어도 좋아 (1991년)
- 메가톤 (1990년)
- 사람들 (1985년)
- 특전 유보트 (1981년)